# Dominica nos Jogos Pan-Americanos de 2007
A Dominica competiu nos Jogos Pan-Americanos de 2007 no Rio de Janeiro, no Brasil. A delegação composta por apenas três atletas conquistou uma medalha de bronze com Chris Lloyd na competição dos 400 metros rasos do atletismo.

## Atletas por esporte
- Atletismo (3)

## Medalhas

### Bronze
- Chris Lloyd: Atletismo – 400 metros masculino

## Desempenho

### Atletismo
400 metros masculino
- Chris Lloyd – Série 2: 45s83, Semifinal 1: 45s63, Final: 45s40 →  Bronze

Salto em altura masculino
- Bredan Williams – Final: 2.18 m → 9º lugar

Lançamento de peso masculino
- Tyron Benjamin – Final: 16.64 m → 13º lugar